# Course FIS
Les courses FIS sont des compétitions organisées par la Fédération internationale de ski. Événements sportifs isolés, elles permettent à de jeunes athlètes des différentes disciplines du ski d'accumuler les points FIS qui leur manquent pour se qualifier pour des compétitions internationales de meilleur niveau telles que Coupe du monde ou Coupe continentale.
Il arrive que, à la suite d'une interruption de carrière, des athlètes de catégorie « élite » y prennent part pour retrouver les points qui leur manquent du fait de l'interruption.
De telles courses sont organisées dans les disciplines suivantes :
- ski alpin (y compris masters) ;
- ski freestyle ;
- télémark ;
- snowboard ;
- ski sur herbe ;
- ski de fond ;
- combiné nordique ;
- saut à ski.

Il est arrivé que ces courses fassent partie d'une Coupe OPA ; ainsi le combiné français Jason Lamy-Chappuis participa durant la saison 2003-2004 à des courses FIS qui valurent pour le classement de la Coupe OPA.